# فيرناندو موراليس
فيرناندو موراليس (بالإسبانية: Fernando Morales Esquer) (14 سبتمبر 1985 بمدينة مكسيكو في المكسيك - ) هو لاعب كرة قدم مكسيكي في مركز الوسط. شارك مع منتخب المكسيك لكرة القدم. أما مع النوادي، فقد لعب مع نادي أونيفرسيداد ناسيونال ونادي سان لويس ونادي ليونغسكايل ونادي نيكاكسا ونادي سيلايا ونادي موريليا الرياضي.